# ブライアン・ウィンターズ
ブライアン・ウィンターズ（Brian Winters, 1952年3月1日 - ）はアメリカプロリーグNBAで活躍した元バスケットボール選手。ニューヨーク州ロッカウェイ出身、サウスカロライナ大学出身。ポジションはシューティングガード、身長193cm、体重84kg。キャリアの大半を過ごしたミルウォーキー・バックスでは彼が着用した背番号『32』が永久欠番となっている。現役引退後は指導者に転向し、NBA、女子プロリーグWNBAのヘッドコーチを歴任した。

## 経歴

### 選手キャリア
サウスカロライナ大学卒業後、1974年のNBAドラフトで1巡目12位指名を受けてロサンゼルス・レイカーズに入団。平均11.7得点をあげ、オールルーキー1stチームに選ばれている。ルーキーシーズン終了後、レイカーズは大物センター、カリーム・アブドゥル＝ジャバー獲得のためウィンターズを放出し、ウィンターズはミルウォーキー・バックスに移籍した。以後、ウィンターズはバックスで1975-76シーズンから引退する1982-83シーズンまでの8シーズンを過ごすことになる。バックスではボブ・ダンドリッジらと共に中心選手として活躍し、移籍1年目には初のオールスターに選ばれ、キャリアハイの平均19.9得点4.9アシストを記録した1977-78シーズンにもオールスターに出場した。選手としてのウィンターズは優秀なジャンプシューターとして知られ、1979-80シーズンからNBAに新たに導入されたスリーポイントシュートにも即座に対応。3シーズンでスリーポイントシュート成功率トップ10入りを果たした。ジャバーの移籍後平凡な成績が続いていたバックスは、ドン・ネルソン指導のもとで再建が図られ、1980年代に入ると再び強豪へと返り咲いた。この頃にはシドニー・モンクリーフやマーカス・ジョンソンら新しい選手がチーム内で台頭していたが、ウィンターズはシックスマンとしてバックスの再建と躍進に貢献した。1982-83シーズンを最後に引退したウィンターズは翌1983-84シーズンの開幕戦に背番号『32』が永久欠番となった。
- NBA通算成績
  - 650試合出場
  - 10,537得点（平均16.2得点）
  - 2,674アシスト（平均4.1アシスト）
  - FT成功率：.842

### コーチキャリア
現役引退後はプリンストン大学の名コーチ、ピート・カリルのもとで2年間コーチ術を学んだ後、NBAに戻ってクリーブランド・キャバリアーズやアトランタ・ホークスで7年間アシスタントコーチを務めた。1995年に誕生したばかりのバンクーバー・グリズリーズのヘッドコーチに就任。2シーズン采配を握ったが成績は振るわず、1996-97シーズン途中にコーチの任を解かれた。その後ゴールデンステート・ウォリアーズのアシスタントコーチに就き、2001-02シーズンにはデイブ・コーウェンスの解任に伴い、ヘッドコーチに昇格したが、シーズン終了後にウィンターズも解任された。2004年には女子プロリーグWNBAのインディアナ・フィーバーのヘッドコーチに就任し、2度プレーオフ出場に導いている。NBAコーチ通算成績は36勝148敗、勝率.196だった。

## ヘッドコーチ成績
| チーム       | シーズン | G   | W  | L   | W–L% | シーズン結果   | PG | PW | PL | PW–L% | 最終結果        |
| ------------ | -------- | --- | -- | --- | ---- | -------------- | -- | -- | -- | ----- | --------------- |
| グリズリーズ | 1995–96  | 82  | 15 | 67  | .183 | 7th in Midwest | —  | —  | —  | —     | Missed playoffs |
| グリズリーズ | 1996–97  | 43  | 8  | 35  | .186 | (fired)        | —  | —  | —  | —     | —               |
| ウォリアーズ | 2001–02  | 59  | 13 | 46  | .220 | 7th in Pacific | —  | —  | —  | —     | Missed playoffs |
| Career       |          | 184 | 36 | 148 | .196 |                | —  | —  | —  | —     |                 |